# Campeonato Mundial de Taekwondo de 1989
El IX Campeonato Mundial de Taekwondo se realizó en Seúl (Corea del Sur) entre el 9 y el 14 de octubre de 1989 bajo la organización de la Federación Mundial de Taekwondo (WTF) y la Asociación Surcoreana de Taekwondo.
En el evento tomaron parte 446 atletas de 59 delegaciones nacionales.

## Medallistas

### Masculino
| Evento | Oro                          | Plata                       | Bronce                                                    |
| ------ | ---------------------------- | --------------------------- | --------------------------------------------------------- |
| –50 kg | Kwon Tae-Ho Corea del Sur    | Chang Jung-San China Taipéi | Harun Ateş Turquía Juan Moreno Estados Unidos             |
| –54 kg | Kim Cheol-Ho Corea del Sur   | Turgut Uçan Turquía         | Salb Abdelhamid · Egipto · Fariborz Danesh · Irán         |
| –58 kg | Ham Jun Corea del Sur        | Domenico D'Alise · Italia   | Abdullah al-Nagrani Arabia Saudita Christian Herberth RFA |
| –64 kg | Jang Hyuk Corea del Sur      | Hubert Sinègre Francia      | Musa Çiçek RFA Dhanaraj Rassiah Malasia                   |
| –70 kg | Yang Dae-Seung Corea del Sur | Nusret Ramazanoğlu Turquía  | Jae-Hoon Lee · Canadá · Joseph Rocamora · Francia         |
| –76 kg | Lee Hyun-Suk Corea del Sur   | Humberto Norambuena · Chile | Jaled Mahmud Fawzi · Egipto · Dante Pena · Filipinas      |
| –83 kg | Jeong Yong-Suk Corea del Sur | Renzo Zenteno · Chile       | Jari Kaila · Finlandia · Hasan Zahedi · Irán              |
| +83 kg | Amr Jairy · Egipto           | Choi Sang-Jin Corea del Sur | Victor Bateman Australia Farzad Zarajsh Irán              |

### Femenino
| Evento | Oro                         | Plata                           | Bronce                                                     |
| ------ | --------------------------- | ------------------------------- | ---------------------------------------------------------- |
| –43 kg | Chin Yu-Fang China Taipéi   | Mónica Torres · México          | Kim Jee-Hyang Corea del Sur Sita Kumari Rai Nepal          |
| –47 kg | Won Sun-Jin Corea del Sur   | Pai Yun-Yiao China Taipéi       | Anita Falieros Australia Mayumi Pejo Estados Unidos        |
| –51 kg | Jung Nam-Suk Corea del Sur  | Diane Murray Estados Unidos     | Chen Yi-An China Taipéi Ayşin Haktanır Turquía             |
| –55 kg | Kim So-Young Corea del Sur  | Kim Dotson Estados Unidos       | Patricia Mariscal · México · Raquel Palacios · España      |
| –60 kg | Lee Eun-Young Corea del Sur | Liu Chao-Ching China Taipéi     | Elena Benítez Morales · España · Şeyda Şerifoğlu · Turquía |
| –65 kg | Anita Silsby Estados Unidos | Anne-Mieke Buijs · Países Bajos | Ayşe Alkaya Turquía Kim Jee-Sook Corea del Sur             |
| –70 kg | Lydia Zele Estados Unidos   | Marcia King · Canadá            | Hsu Ju-Ya · China Taipéi · Antonia Vega · España           |
| +70 kg | Jung Wan-Sook Corea del Sur | Yvonne Franssen · Canadá        | Chun Yang-Hsi · China Taipéi · Yolanda Santana · España    |

## Medallero
| Núm. | País           | Oro | Plata | Bronce | Total |
| ---- | -------------- | --- | ----- | ------ | ----- |
| 1    | Corea del Sur  | 12  | 1     | 2      | 15    |
| 2    | Estados Unidos | 2   | 2     | 2      | 6     |
| 3    | China Taipéi   | 1   | 3     | 3      | 7     |
| 4    | Egipto         | 1   | 0     | 2      | 3     |
| 5    | Turquía        | 0   | 2     | 4      | 6     |
| 6    | Canadá         | 0   | 2     | 1      | 3     |
| 7    | Chile          | 0   | 2     | 0      | 2     |
| 8    | Francia        | 0   | 1     | 1      | 2     |
| 8    | México         | 0   | 1     | 1      | 2     |
| 10   | Italia         | 0   | 1     | 0      | 1     |
| 10   | Países Bajos   | 0   | 1     | 0      | 1     |
| 12   | España         | 0   | 0     | 4      | 4     |
| 13   | Irán           | 0   | 0     | 3      | 3     |
| 14   | RFA            | 0   | 0     | 2      | 2     |
| 14   | Australia      | 0   | 0     | 2      | 2     |
| 16   | Arabia Saudita | 0   | 0     | 1      | 1     |
| 16   | Filipinas      | 0   | 0     | 1      | 1     |
| 16   | Finlandia      | 0   | 0     | 1      | 1     |
| 16   | Malasia        | 0   | 0     | 1      | 1     |
| 16   | Nepal          | 0   | 0     | 1      | 1     |
|      | TOTAL          | 16  | 16    | 32     | 64    |